# Серийные убийства «Зебра»
Серийные убийства «Зебра» (англ. Zebra murders) — серия убийств и нападений, совершенных по расовым и религиозным мотивам в период с октября 1973 года по апрель 1974 года в городе Сан-Франциско, штат Калифорния, в ходе которой было убито по меньшей мере пятнадцать человек и ранено восемь. Все жертвы являлись белыми. В ходе расследования по наводке информатора было арестовано несколько членов политического и религиозного движения «Нация ислама», которые образовали террористический культ под названием «Ангелы смерти» с идеологией, несущей в себе идею превосходства афроамериканцев над белыми. Четверым арестованным были предъявлены обвинения в совершении нескольких убийств, благодаря чему они в 1976 году были осуждены и получили в качестве наказания пожизненное лишение свободы. Свою вину обвиняемые не признали.
Серия убийств вызвала общественный резонанс, моральную панику в городе и породила в дальнейшем теорию заговора, согласно которой успех усилий полиции по раскрытию убийств стал следствием действий и политики шефа полиции Сан-Франциско Дональда Скотта и тогдашнего мэра города Джозефа Элиото, который, превышая свои должностные полномочия, способствовал небрежному расследованию с нарушениями положений и законов Конституции США в целях политической целесообразности накануне предвыборной кампании за пост губернатора штата Калифорния летом 1974 года, на который Элиото выдвинул свою кандидатуру, в то время как настоящие исполнители убийств остались на свободе.
Джозеф Элиото заявил, что настоящее количество жертв серийных убийц неизвестно, и возложил на них ответственность за совершение как минимум 73 убийств на территории Калифорнии начиная с 1970 года. Однако генеральный прокурор штата Эвелл Янсен Янгер, в свою очередь, заявил, что доказательств этому предположению, как и доказательств существования подобного культа среди террористических организаций, так и не было найдено. Свое название серия убийств получила в связи с использованием полицией в ходе расследования для наземной радиосвязи Z-диапазона частот, для которого фонетическое кодовое имя — «Зебра», благодаря чему полицейская операция по поиску виновных официально получила в январе 1974 года название «Операция Зебра». Полицейские облавы, а также другие мероприятия, проводимые специальными подразделениями правоохранительных органов для оцепления местности с целью поимки преступников, стали крупнейшими в истории города Сан-Франциско на тот период. Одним из числа выживших жертв был будущий мэр Сан-Франциско Арт Агнос, который был тяжело ранен двумя выстрелами в грудь в декабре 1973 года.

## Серия убийств
Серия убийств началась 20 октября 1973 года, когда на одной из улиц Сан-Франциско подверглись нападению 30-летний Ричард Хог и его 28-летняя жена Куита. Под угрозой оружия со стороны двух чернокожих мужчин Хог и его жена были вынуждены забраться в фургон, где они были ограблены, а Ричард Хог избит, потеряв после этого сознание. Преступники перевезли жертв в промышленную зону города, где поздно вечером того же дня зарубили Куиту Хог несколькими ударами мачете, после чего совершили попытку убийства ее мужа. Несмотря на тяжелые рубленые раны головы, шеи и значительную кровопотерю, Ричард Хог пришел в сознание и сумел добраться до оживлённых улиц, где ему оказали первую медицинскую помощь и вызвали полицию. Позже он дал описание внешности преступников и заявил, что они передвигались на фургоне бежевого цвета марки «Додж».
Утром 25 ноября 1973 года был застрелен 52-летний Салим Эракат в одной из комнат своего продуктового магазина. Эракат был убит выстрелом в голову из автоматического пистолета 32-го калибра. Перед смертью жертва была ограблена. В ходе расследования полиция обнаружила признаки ограбления магазина, пулю 32-го калибра, гильзу и одеяло с девятью отверстиями, которое, по версии следствия, использовалось убийцей в качестве глушителя. На дверной ручке входной двери магазина эксперт-дактилоскопист обнаружил несколько отпечатков ладоней, один из которых, по мнению следствия, мог оставить убийца. Позже в тот день в полицию обратился водитель городского автобуса, который обнаружил кошелёк и несколько кредитных карт Салима Эраката во время одного из дневных рейсов. Следующее убийство было совершено вечером 11 декабря 1973 года, когда тремя выстрелами в спину был застрелен 26-летний Пол Данчик на тротуаре возле общественного телефона перед одним из жилых комплексов. В ходе расследования были найдены трое свидетелей преступления, которые заявили полиции, что убийцами были двое молодых афроамериканцев, но дали три различных описания их внешности, вследствие чего их показания полиция сочла недостоверными. На месте преступления была найдена пуля 32-го калибра и три гильзы. Впоследствии судебно-баллистическая экспертиза установила, что Данчик был убит из того же оружия, которое использовалось во время совершения убийства Эраката.
Через 2 дня, 13 декабря, было совершено очередное преступление. В вечернее время суток двумя выстрелами в грудь был ранен Артур Агнос, который стал одним из выживших. Агнос заявил, что стрелявшим был молодой афроамериканец среднего телосложения, и дал полиции описание деталей его внешности. В тот же день была застрелена 31-летняя Мариетта Ди Джилорамо. Девушка была убита тремя выстрелами в спину. Свидетель убийства заявил полиции, что убийцей Ди Джилорамо был также афроамериканец, но описать его внешность он не смог из-за большого расстояния до места преступления. В ходе расследования в обоих случаях на месте преступления были обнаружены гильзы от пуль 32-го калибра. Из тел жертв также были извлечены пули 32-го калибра, которые были отправлены на судебно-баллистическую экспертизу, результаты которой впоследствии позволили установить, что неизвестный вновь применил тот самый пистолет 32-го калибра, из которого были ранее убиты Пол Данчик и Салим Эракат.
20 декабря того же года был убит 81-летний Иларио Бертуччо. Он получил четыре выстрела в грудь и правое плечо. Как и в предыдущих эпизодах, на месте убийства были найдены гильзы от пуль 32-го калибра, а из тела убитого были впоследствии извлечены сами пули. По мнению эксперта по идентификации огнестрельного оружия, пули, которыми был убит 81-летний Бертуччо, были выпущены из того же оружия, из которого стреляли в Эраката, Данчика, Агноса и Ди Джироламо. Свидетелем убийства стал 18-летний Гаэтано Бернадо, который из окна своего дома увидел убитого и молодого чернокожего мужчину, бежавшего по улице от места совершения убийства к стоявшему на обочине дороги белому фургону, за рулем которого также находился афроамериканец, после чего оба подозреваемые скрылись.
В тот же день около 10 часов вечера было совершено нападение на 21-летнюю Терезу Демартини. Девушка была ранена двумя тремя выстрелами, но осталась жива. Находясь в больнице, Демартини рассказала следователям, что преступником был молодой афроамериканец, который находился в фургоне, возле которого она припарковала свой автомобиль. После того как Тереза покинула свой автомобиль, из фургона вышел молодой чернокожий мужчина, а фургон уехал. Преступник трижды в нее выстрелил и покинул место преступления на другом автомобиле, который был припаркован в том же месте, за рулем которого также находился темнокожий мужчина. Девушка описала полиции внешность нападавшего и его сообщника. Обнаруженный в ходе расследования свидетель преступления заявил полиции, что стрелявший покинул район на автомобиле марки «Кадиллак». Полиция обнаружила три гильзы, а также одну пулю, которая застряла в сидении машины Демартини. Судебно-баллистическая экспертиза подтвердила, что в этих нападениях был снова использован пистолет 32-го калибра, который был использован во время стрельбы в Эраката, Данчика, Агноса, Де Джироламо и Бертуччио.
Через 2 дня, 22 декабря, было снова совершено двойное убийство. В течение нескольких минут на одной из самых протяжённых и главных улиц Сан-Франциско — Аллее Стивенсона — на расстоянии четырех кварталов друг от друга были застрелены 19-летний Нил Мойнихен и 50-летняя Милдред Хослер. На месте обоих убийств были обнаружены пустые гильзы, а из тел позднее были извлечены пули 32-го калибра. Несколько свидетелей преступлений заявили следователям, что в обоих случаях убийцей был молодой афроамериканец, но дали совершенно различные описания внешности. По результатам баллистической экспертизы впоследствии выяснилось, что пули, которыми были убиты Нил Мойнихен и Милдред Хослер, были выпущены из того же оружия, которое использовалось при стрельбе в Эраката, Данчика, Агноса, Ди Джироламо, Бертуччо и ДеМартини.
Через 10 минут после убийства Хослер два патрульных полицейских заметили на одной из улиц фургон марки «Додж» бежевого цвета, который до этого уже упоминался свидетелями ранее произошедших убийств. Полицейские проследили за маршрутом движения автомобиля. После того, как водитель припарковал его на одной из улиц в центре города и вышел из машины, патрульные задержали его. Задержанным оказался 27-летний афроамериканец Джей Саймон, который предъявил документы, назвал место и адрес проживания и заявил, что является сотрудником компании «Black Self-Help Moving and Storage», которая оказывала услуги по продаже, хранению и перевозке мебели. Руководство организации и все её активные члены были членами движения «Нация ислама», при материальной поддержке которого организация осуществляла свою деятельность на территории Сан-Франциско. При поверхностном осмотре салона фургона ничего изобличающего Саймона в причастности к убийствам найдено не было.
28 января 1974 года жертвами убийц стали сразу пять человек. Примерно в 19:30 по местному времени была застрелена прямо посреди улицы на тротуаре 25-летняя Тана Смит двумя выстрелами в спину. Через 20 минут на расстоянии двух кварталов от места убийства Смит, также посреди улицы, был застрелен 69-летний Винсент Уоллин. Примерно в 21:00 по местному времени в другом районе города в аналогичных обстоятельствах был застрелен 80-летний Джон Бамбик. Через 40 минут в паре кварталов от места убийства Бамбика была убита 45-летняя Джейн Холли. При убийстве Холли преступник продемонстрировал небывалую дерзость. Он вошел в прачечную самообслуживания, где находились 15 человек. В присутствии такого количества свидетелей преступник выбрал Холли в качестве жертвы, выстрелил ей дважды в спину из пистолета, после чего спокойно вышел из здания, не причинив больше никому вреда. Через несколько минут, на расстоянии чуть более километра от прачечной, убийца совершил нападение на 23-летнюю Роксану Макмиллиан, ранив её двумя выстрелами. Макмиллиан выжила, но в результате ранения в позвоночник осталась парализованной. Во всех пяти убийствах преступник продемонстрировал одинаковый modus operandi. Все убийства были совершены также при помощи пистолета 32-го калибра, но по результатам баллистической экспертизы выяснилось, что ранее это оружие не использовалось в совершении других убийств.
В ходе расследования всех пяти нападений было обнаружено множество свидетелей убийств. 23-летний Дэвид Бенвенист, свидетель убийства Таны Смит, заявил полиции, что убийцей был молодой темнокожий человек, среднего телосложения, одетый в пальто и широкополую шляпу. Свидетельница убийства Винсента Уоллина дала похожее описание внешности преступника полиции. Трое свидетелей убийства Джона Бамбика описали нападавшего как молодого афроамериканца, среднего роста, одетого в пальто, который скрылся в автомобиле марки «кадиллак», отличительным признаком которого были большие задние фары. Большинство свидетелей убийства также подтвердили тот факт, что преступник был одет в пальто и широкополую шляпу и использовал в качестве передвижения «кадиллак». Ряд свидетелей, которые находились на улице во время убийства Джейн Холли, уточнили, что автомобиль был моделью 1959 года выпуска, и дал подробное описание его внешнего вида. Единственное расхождение выявилось в показаниях свидетелей нападения на Роксану Макмиллиан. Сама жертва описала нападавшего как молодого афроамериканца, также одетого в пальто и широкополую шляпу, но имевшего высокий рост и крупное телосложение. Другие свидетели дали полиции совершенно отличающееся описание внешности стрелка, но были уверены в том, что он скрылся с места преступления на «кадиллаке» тёмного цвета.
После этого массового убийства мэр города Джозеф Элиото публично заявил общественности и СМИ, что в городе действует организованная преступная группа убийц, выбравшая себе в качестве жертв представителей белой общины. Для расследования этой серии убийств полицией Сан-Франциско была сформирована специальная оперативная группа, использующая для радиосвязи z-диапазон частот, обозначенный кодовым словом «Зебра», благодаря чему серия убийств впоследствии стала именоваться «Убийства Зебра».
Благодаря действиям полиции активность убийцы снизилась, и очередное преступление он совершил только лишь 1 апреля 1974 года. В тот день двое членов благотворительной организации «Армия спасения», 19-летний Томас Рэйнуотер и 21-летняя Линда Стори, подверглись нападению в вечернее время суток прямо посреди улицы. Преступник дважды выпустил по две пули в спину каждому из них, в результате чего Рэйнуотер погиб, а Линда Стори выжила. Жертва заявила полиции, что убийцей был молодой афроамериканец, среднего роста и телосложения, но без каких-либо отличительных черт внешности. Из тел обеих жертв были удалены три пули 32-го калибра, отправленные на баллистическую экспертизу, которая позволила установить, что в этом преступлении был использован пистолет 32-го калибра, из которого были убиты и ранены Смит, Уоллин, Бамбик, Холли и Роксана Макмиллиан. 14 апреля того же года в вечернее время суток было совершено нападение на двух подростков, 18-летнего Уорда Андерсона и 15-летнего Терри Уайта. Убийца, убедившись в отсутствии свидетелей, вошел на автобусную остановку, где находились парни, и дважды выстрелил в каждого из них, после чего скрылся с места преступления. Обе жертвы выжили и дали описание внешности стрелка полиции. По их словам, неизвестный был молодым афроамериканцем крупного телосложения, одетым в костюм бежевого цвета.
16 апреля того же года в салоне своего автомобиля был убит 23-летний Норман Шилдс. Однако, в отличие от предыдущих эпизодов, свидетелей преступления на этот раз найдено не было. Хозяева дома, напротив которого произошло убийство, заявили, что напротив их дома стоял автомобиль, в салоне которого находились двое чернокожих молодых людей, который уехал за 15 минут до убийства Шилдса. Однако примет автомобиля они не запомнили. Полицией были обнаружены три гильзы 32 калибра. Две пули были извлечены из тела убитого. По итогам судебно-баллистической экспертизы специалисты по идентификации оружия пришли к выводу, что это преступление также является делом рук тех, кто совершил все предыдущие
убийства и нападения, начиная с 28 января 1974 года.

## Расследование
В ходе расследования нарушение политики гласности привело к расовым предрассудкам. СМИ массово освещали серию убийств и обвиняли в совершении этих преступлений представителей чернокожей общины, что едва не привело к введению комендантского часа для белого населения города. Ввиду большого скопления полицейских в кварталах, населённых цветными меньшинствами, участились случаи превышения должностных полномочий полицейских по отношению к афроамериканцам. Это, в свою очередь привело к их столкновениям с полицейскими и белыми, в результате чего начало туристического сезона в городе оказалось под угрозой срыва. К концу зимы 1974 года мэр Джозеф Элиото и сотрудники полиции были заняты борьбой с опасениями и опровержением некоторых газетных и телевизионных репортажей. В результате расследования было объявлено, что в городе действуют как минимум двое убийц. 17 апреля того же года, после совершения убийства Нормана Шилдса, шеф полиции Сан-Франциско объявил о проведении специальной операции по поимке виновных и наделении особыми полномочиями представителей правоохранительных органов, согласно которым они имели право подвергать задержке, обыску и аресту любого афроамериканца, соответствовавшего фотороботам подозреваемых.
В результате полицейской операции в течение недели с 17 апреля по 24 апреля на улицах Сан-Франциско были задержаны и подверглись допросу более 600 молодых афроамериканцев, что вызвало негодование чернокожей общественности. Представители «Американского союза защиты гражданских свобод» назвали эту акцию проявлением расовой дискриминации и грубым нарушением конституционных прав чернокожих в городе. Представители «Национальной ассоциации для продвижения цветных людей» и других движений за гражданские права чернокожих заявили о случаях превышения должностных полномочий некоторыми полицейскими и совершения правонарушений из расистских побуждений, в результате чего несколько человек попали в больницы с травмами.
Политический активист, лидер калифорнийского отделения партии «Чёрные пантеры» Роберт Сил обвинил администрацию Сан-Франциско в расизме, в то время как Джордж Элиото, в свою очередь, заявил, что ситуация требовала чрезвычайных мер и сотрудничество с полицией является индивидуальной ответственностью каждого чернокожего жителя города. Тем не менее, 24 апреля полиция ограничила эту неоднозначную практику, но представители движений за гражданские права чернокожих подали на департамент полиции Сан-Франциско в суд, заявив, что действия полиции противоречат конституции США. Адвокаты истцов также пытались найти компромат на мэра города, согласно которому в связи с предстоящими выборами губернатора штата Калифорнии Джозеф Элиото из соображений политической целесообразности сыграл определённую роль в составлении приказа о превышении полномочий полицейскими, однако шеф полиции Дональд Скотт это отрицал.
27 апреля 1974 года два восьмилетних мальчика нашли в кустах автоматический пистолет 32-го калибра марки «Беретта 70» на той же улице, где была убита последняя подтверждённая жертва, Нельсон Шилдс. После приезда полиции следователями в месте обнаружения оружия были найдены ещё 4 патрона. Пистолет был подвергнут судебно-баллистической экспертизе, вследствие которой стало известно, что пули 32-го калибра, использовавшиеся при убийстве и нападении на Тану Смит, Винсента Уоллина, Джона Бамбика, Джейн Холли, Роксану Макмиллиан, Томаса Рейнуотера, Линду Стори, Уорда Андерсона, Терри Уайта и Нельсона Шилдса, были выпущены из этого пистолета, в то время как во время убийств Эраката, Данчика, Агноса, ДиДжилорамо, Бертучиио, Демартини, убитых в 1973 году, использовался совершенно другой пистолет. Впоследствии ряд других экспертов по идентификации оружия пришёл к такому же выводу
30 апреля мэр Джозеф Элиото, будучи кандидатом на пост губернатора штата, в ходе своей предвыборной кампании неожиданно заявил о появлении полицейского информатора и по совместительству важного свидетеля, с помощью которого в расследовании серийных убийств произошёл значительный прогресс. В течение 5 часов полицейский информатор по имени Энтони Харрис на личной встрече с мэром изложил обстоятельства, при которых произошли преступления, назвал имена как минимум четырёх виновных и другие детали. На основании показаний информатора рано утром 1 мая были арестованы семеро афроамериканцев, членов движения «Нация ислама»: 29-летний Джей Си Саймон, 23-летний Ларри Грин, 29-летний Мануэль Мур, 22-летний Дуглас Бертон, 27-летний Кларенс Джеймерсон, 23-летний Дуглас Сталлингс и 31-летний Томас Мэнли. Все они на момент ареста являлись сотрудниками компании «Black Self-Help Moving and Storage». Через два дня Бертон, Джеймерсон, Сталлингс и Мэнли были освобождены за отсутствием доказательств, в то время как Саймону, Грину и Муру были инкриминированы обвинения в совершении убийств и в заговоре с целью совершения убийств. В изложении Энтони Харриса все арестованные являлись членами организации «Ангелы смерти», идеологией которой служил чёрный расизм. Согласно показаниям Харриса, все совершённые убийства представителей белой расы были своеобразным обрядом инициации. Харрис признался в том, что причастен к совершению 10 убийств, начиная с 20 октября 1973 года, когда была убита первая жертва Куита Хог. Администрация города возложила на арестованных ответственность за более чем 70 убийств, совершённых на территории штата Калифорния начиная с 1971 года, однако ряд полицейских чиновников после арестов подозреваемых заявил, что доказательств существования такой организации и их причастности к убийствами, совершённых за пределами Сан-Франциско, нет. После арестов в жилье подозреваемых и в офисе компании «Black Self-Help Moving and Storage» был проведен обыск и конфискован белый фургон марки «Додж», принадлежащий владельцу компании.
16 мая обвинения в совершении убийств были также предъявлены 28-летнему Джесси Ли Куку, члену движения «Нация ислама» и бывшему сотруднику компании «Black Self-Help Moving and Storage», который 30 октября 1973 года совершил убийство 28-летней Фрэнсис Роуз и на момент предъявления обвинения в совершении других убийств находился в тюрьме, где отбывал назначенное наказание. После его ареста и осуждения в полицию обратилась 27-летняя Линда Энгер, которая заявила, что 23 октября 1973 года подверглась нападению со стороны Кука, который ограничился в случае с ней психологическим насилием с применением угроз убийством, так и не причинив серьезного вреда её здоровью. Несмотря на то, что при убийстве Роуз Джесси Кук использовал пистолет 22-го калибра, впоследствии Фрэнсис Роуз стала рассматриваться полицией как 15-я жертва серийных убийц.

## Суд
Судебный процесс открылся 3 марта 1975 года. Мур, Саймон, Грин и Кук свою вину не признали. Основной доказательной базой обвинения стали показания Энтони Харриса, который стал ключевым свидетелем обвинения на процессе. На основании сделки с правосудием Харрис в обмен на показания получил иммунитет от судебного преследования. Согласно его показаниям, он познакомился с Джесси Куком и Мануэлем Муром в начале 1973 года в тюрьме Сан-Квентин, отбывая уголовное наказание за совершение кражи в 1971 году. Харрис заявил, что во время заключения Кукс и Мур рассказали ему о существовании организации под названием «Ангелы смерти», демонстрировали расистские взгляды по отношению к белым, обдумывали безопасные для них методы похищений и убийств, вследствие чего вскоре стали близкими друзьями. После освобождения летом того же года Харрис познакомился с Ларри Грином, при помощи которого в августе 1973 года устроился на работу в компанию «Black Self Help», где впоследствии также стали работать Джесси Ли Кук и Мануэль Мур, выйдя из тюрьмы на свободу в июле и ноябре 1973 года соответственно.
Грин владел фургоном марки «Додж» бежевого цвета, в то время как другие сотрудники компании, Томас Мэнни, Кларенс Джеймерсон и Дуайт Сталлингс владели автомобилями марки «кадиллак» 62-й серии. Энтони Харрис возложил ответственность за организацию убийств на Джея Саймона и Джесси Ли Кука, заявив, что осенью 1973 года они на протяжении нескольких встреч в квартире Джея Саймона проводили психологическую и идеологическую обработку новых членов «Ангелов смерти», вследствие чего Мур и Грин выразили желание присоединиться к организации. В свою очередь, обвиняемые отрицали, что описанные Харрисом встречи когда-либо имели место, а Джей Саймон заявил суду, что Энтони никогда не бывал в его квартире. Еще одним важным свидетелем обвинения стал 23-летний Майкл Армстронг, который заявил суду, что в течение октября 1973 года продал два пистолета 32-го калибра Томасу Мэнни и один пистолет 22-го калибра Джесси Ли Куку.
По свидетельству Харриса, в нападении на Ричарда Хога и убийстве его жены принимали участие он, Джесси Кук и Ларри Грин, который совершил убийство Куиты Хог с помощью мачете, в то время как Кук совершил попытку убийства Ричарда Хога. Выступая в суде в качестве свидетеля, Ричард Хог опознал Кука, но не смог опознать Ларри Грина в качестве его сообщника, однако опознал бежевый фургон Ларри Грина как тот фургон, где он находился после похищения. Сам Грин заявил, что вечером 20 октября 1973 года никто из сотрудников компании не использовал фургон для передвижения. Косвенным подтверждением достоверности показаний Харриса послужили свидетельства его подруги Кэролин Паттон, которая продемонстрировала на суде кольцо, которое ей подарил Харрис на следующий день после убийства. Это кольцо Ричард Хог опознал как кольцо своей жены, которое было похищено у неё. Ответственность за убийство Салима Эраката Энтони Харрис возложил на Джея Саймона и его друга по имени Эдди Лэнд. Свою роль в убийстве Харрис признал незначительной. Но так как свидетелей преступления не было, а среди доказательств на месте преступления присутствовал только отпечаток ладони Харриса, суд счел его показания неубедительными. Убийство Пола Данчика, по заверению Харриса, совершили Мануэль Мур и Джей Саймон, которые передвигались на «кадиллаке», принадлежащем Томасу Мэнни, но ни один из трёх свидетелей преступления, вызванных в суд, не опознал в суде Мура и Саймона в качестве преступников.
В нападении на Артура Агноса и убийстве Мариетты Диджироламо виновный назван не был за отсутствием сведений у Энтони Харриса. Агнос не смог опознать никого из подсудимых в качестве того, кто стрелял в него 13 декабря 1973 года. Свидетель убийства Диджироламо опознал в качестве убийцы девушки Кларенса Джеймерсона, но тому никаких обвинений предъявлено не было. Согласно показаниям Харриса, Саймон и Мур совершили последующее убийство Илларио Бертуччи и последующее нападение на Терезу ДеМартини. Свидетели преступления также заявили, что Саймон и Мур очень хорошо соответствуют внешности преступников, но в суде не смогли это подтвердить с полной уверенностью. Тереза ДеМартини, которая выжила в ходе нападения, во время расследования среди предоставленных ей фотографий подозреваемых указала на фотографию Мура в качестве стрелка, но в суде не смогла опознать его. Ответственность за совершение убийств Нила Мойнихена и Милдред Хослер Харрис возложил на Джея Саймона и Мануэля Мура. Кроме показаний Харриса, существовали косвенные подтверждения причастности обоих обвиняемых в совершении убийств, так как Саймон и Мур дважды в вечер совершения убийства привлекали внимание полиции и предоставляли удостоверение личности, хотя свидетели преступлений на суде не смогли их опознать в качестве убийц.
Основываясь на показаниях Харриса, Джей Саймон и Мануэль Мур также были ответственны за убийства пяти человек, совершённых вечером 1974 года. Харрис заявил, что, используя «кадиллак» Томаса Мэнни, Саймон застрелил Тану Смит, а Мануэль Мур застрелил Джейн Холли в прачечной самообслуживания в присутствии более десятка человек. Свидетель убийства Таны Смит опознал Саймона как убийцу девушки, аналогичные показания дали на суде сразу несколько человек, опознав Мура как убийцу Джейн Холли. Свидетели остальных убийств, в том числе одна из выживших жертв, Роксана Макмиллиан, не смогли опознать подсудимых в качестве убийц и нападавших, но идентифицировали «кадиллак» Томаса Мэнни как автомобиль, на котором скрылись преступники после совершения убийств. В свою очередь, Саймон и Мур всячески отрицали совместное времяпровождение с Энтони Харрисом вечером того дня и предоставили алиби, согласно которому они вместе с Ларри Грином, Кларенсом Джеймерсоном, Дугласом Бертоном находились в торгово-развлекательном комплексе «Winterland», где в тот вечер транслировался в прямом эфире поединок по боксу между Мухаммедом Али и Джо Фрейзером. Так как трансляция велась в присутствии большого скопления людей, то их алиби было подтверждено показаниями нескольких десятков человек. По свидетельству подсудимых, они покинули территорию комплекса за несколько минут до того, как было совершено убийство Джейн Холли, сели в автомобиль Кларенса Джеймерсона, который развез их по домам.
Линда Стори, выжившая после нападения 1 апреля 1974 года, также не смогла опознать среди обвиняемых того, кто стрелял в нее тем вечером и совершил убийство Томаса Рейнуотера. Подростки Уорд Андерсон и Терри Уайт, которые подверглись нападению на автобусной остановке, выступая в суде, опознали Мануэля Мура как человека, который пытался их убить 14 апреля того же года. В конечном итоге, несмотря на массу противоречивых данных и несостыковок в этом судебном процессе, жюри присяжных заседателей 13 марта 1976 года признало Джея Саймона виновным в убийстве Таны Смит и нападении на Роксану Макмиллиан. Мануэль Мур был признан виновным в убийстве Джейн Холли, нападении на Уорда Андерсона и Терри Уайта и соучастии в нападении на Макмиллиан. Ларри Грин и Джесси Ли Кук были признаны виновными в похищении супругов Хог, нападении на Ричарда Хога и убийстве его жены Куиты Хог, на основании чего 30 марта 1976 суд приговорил их к пожизненному лишению свободы с правом условно-досрочного освобождения по отбытии 7 лет заключения

## В заключении
Все последующие годы жизни Мануэль Мур, Ларри Грин, Джей Саймон и Джесси Кук провели в разных пенитенциарных учреждениях штата Калифорния, неоднократно заявляя о своей невиновности и подавая апелляции. Мануэль Мур подал апелляцию в 1979 году, а Джесси Кук в 1983 году, но они были отклонены. Начиная с 1982 года все они неоднократно подавали ходатайства на условно-досрочное освобождение, но им всегда отказывали из-за тяжести совершенных преступлений и протеста родственников жертв. В 2002 году Ларри Грину было отказано в 9-й раз, а Джею Саймону — в 7-й раз. 14 марта 2015 года Джей Саймон умер в возрасте 69 лет в тюрьме Сан-Квентин, проведя в заключении почти 41 год. Мануэль Мур продолжал настаивать на своей невиновности на протяжении всех последующих лет заключения, в связи с чем ему также было неоднократно отказано в условно-досрочном освобождении. Мануэль Мур умер в 2017 году, находясь в заключении. Джесси Ли Кук после осуждения отбывал свое наказание в разных пенитенциарных учреждениях штата Калифорния. Он несколько раз подавал ходатайства об условно-досрочном освобождении, но ему всегда было отказано, несмотря на то, что он единственный, кто признавал свою вину.  Очередные слушания по его условно-досрочному освобождению состоялись 14 января 2020 года, но ему было также отказано и запрещено подавать подобные ходатайства до 2025 года, когда ему исполнилось бы 80 лет. В начале 2021 года у Кукса начались проблемы со здоровьем, в связи с чем он был этапирован в тюрьму «California Medical Facility», предназначенную для лечебно-профилактической помощи осужденным к лишению свободы, где он умер от осложнений 1 июля 2021 года в возрасте 76 лет
Ларри Грин в период с 1982 по 2019 годы подавал 14 раз прошения об условно-досрочном освобождении, но ему также всегда отказывали. Последний раз Грин подал ходатайство в августе 2019 года, но ему было отказано и запрещено подавать подобные ходатайства до 2024 года, несмотря на отсутствие дисциплинарных взысканий за нарушение правил и противозаконные действия за годы заключения. По состоянию на 2020-й год 67-летний Ларри Грин жив и отбывает свое наказание в тюрьме «California State Prison» в округе Солано.